# Rancho el Moreno
Rancho el Moreno är en ort i Mexiko.   Den ligger i kommunen Ocotlán de Morelos och delstaten Oaxaca, i den sydöstra delen av landet, 400 km sydost om huvudstaden Mexico City. Rancho el Moreno ligger 1 568 meter över havet och antalet invånare är 175.
Terrängen runt Rancho el Moreno är kuperad österut, men västerut är den platt. Terrängen runt Rancho el Moreno sluttar västerut. Runt Rancho el Moreno är det ganska tätbefolkat, med 67 invånare per kvadratkilometer. Närmaste större samhälle är Vicente Guerrero, 18,3 km norr om Rancho el Moreno. Omgivningarna runt Rancho el Moreno är en mosaik av jordbruksmark och naturlig växtlighet.